# Run
«Run» — пісня гурту «Snow Patrol».

## Версія Леони Льюїс
«Run» — кавер-версія та п'ятий сингл першого студійного альбому британської співачки Леони Льюїс — «Spirit» (2007). В Ірландії пісня вийшла 17 листопада 2008, в Британії — 30 листопада 2008. Композиція входить до розширеного видання платівки «Spirit». Пісня написана Гарі Лайтбоді, Джонатаном Квінком, Марком Макклілландом, Нейтаном Конноллі та Ієном Арчером; спродюсована Стівом Робсоном. Музичне відео зрежисерував Джейк Нава.
Вперше пісня вийшла на радіо 31 жовтня 2007 радіостанції BBC Radio 1's Live Lounge. Сингл досяг першого місця британського чарту UK Singles Chart. Сингл отримав платинову сертифікацію від британської компанії BPI. Сингл «Run» став найшвидше продаваною піснею у цифровому форматі в Британії за всю історію: за два дні було продано 69,244 цифрових копій.

### Загальна інформація
Вперше Льюїс виконала пісню «Run» на шоу The Jo Whiley Show, в котрому потрібно було виконати одну власну пісню і одну пісню іншого виконавця в акустичному форматі. Ведучий шоу Джо Вайлі сказав, що під час виконання пісні "люди дійсно плакали". Наступного дня 8 тисяч людей за 2 хвилини від початку шоу The Chris Moyles Show прагнули послухати версію Льюїс. В результаті пісню було включено до ефіру радіостанції Radio 1's A List.
З часом пісня здобула величезну популярність і у вересні 2008 Льюїс записала «Run» у студії. 17 листопада того ж року сингл вийшов у Ірландії, а 30 листопада — у Британії. На той момент пісню продавав лише один онлайн-магазин. За чутками, лейбл Льюїс Sony спеціально не допускав пісню до широкого продажу, бо намагався в такий спосіб покращити обсяг продажу розширеного видання платівки «Spirit», реліз якого відбувся якраз в цей час. Лейбл Sony заявив, що не планував випускати пісню як сингл, але зробив це в результаті палкого прохання шанувальників.
15 листопада Льюїс виконала пісню в п'ятому сезоні шоу The X Factor. Саймон Ковелл прокоментував, що виконання було "абсолютно неймовірним". 23 листопада 2008 співачка виконала «Run» на Divas II. 17 грудня Льюїс заспівала сингл на сцені Royal Variety Performance і в програмі Top of the Pops Christmas Special.

### Музичне відео
Музичне відео зрежисерував Джейк Нава. Зйомки проходили в Південній Африці. Льюїс описала відеокліп, як «зачарований і переслідуючий ліс».

### Список пісень
Spirit (Розширене видання)
1. "Run" – 5:14

Spirit (Стандартне американське видання)
1. "Run" (Single Mix) – 4:37

Цифрове завантаження для США
1. "Run" (Single Mix) – 4:39

The Labyrinth Tour: Live from the O2
1. "Run" (Live from the 02) – 5:17

Hurt: The EP — Стандартне американське видання
1. "Run" (Single Mix) – 4:39

### Чарти
Пісня дебютувала на 1 місце ірландського чарту і залишалися на найвищій позиції протягом 4 тижнів. 7 грудня 2008 сингл дебютував на 1 місце британського чарту UK Singles Chart і залишався на найвищій позиції протягом 2 тижнів. 15 березня 2009 пісня була повторно введена до британського чарту і дебютувала на 32 місце.
Сингл посів 78 місце на чарті Австралії і 1 місце на чарті Австрії.
Тижневі чарти
| Чарт (2008-10)                       | Місце |
| ------------------------------------ | ----- |
| Australian Singles Chart             | 78    |
| Austrian Singles Chart               | 1     |
| Brazil (ABPD)                        | 45    |
| Canada (Canadian Hot 100)            | 13    |
| European Hot 100 Singles             | 6     |
| Finland Suomen virallinen lista      | 7     |
| Germany German Singles Chart         | 3     |
| Germany German Airplay Chart         | 18    |
| Irish Singles Chart                  | 1     |
| Luxembourg Digital Songs (Billboard) | 3     |
| Netherlands Single Top 100           | 77    |
| Portugal (AFP)                       | 1     |
| Slovakia (Singles Digitál Top 100)   | 34    |
| Swedish Singles Chart                | 13    |
| Swiss Singles Chart                  | 2     |
| UK Singles (Official Charts Company) | 1     |
| US Billboard Hot 100                 | 81    |

Річні чарти
| Чарт (2009)                          | Місце |
| ------------------------------------ | ----- |
| Australian Singles Chart             | 22    |
| Swiss Singles Chart                  | 13    |
| UK Singles (Official Charts Company) | 63    |
| Чарт (2010)                          | Місце |
| Germany German Singles Chart         | 38    |
| Swiss Singles Chart                  | 73    |
| Чарт (2011)                          | Місце |
| Germany German Singles Chart         | 73    |

Чарти закінчення десятиріччя
| Чарт (2000-09)                 | Місце |
| ------------------------------ | ----- |
| UK Top 100 Songs of the Decade | 45    |

Чарти всіх часів
| Чарт                                        | Місце |
| ------------------------------------------- | ----- |
| UK Download Chart (Official Charts Company) | 16    |

### Продажі
За перші два дні було продано 69,244 копій, за перший тиждень — 131,593 копій.
| Країна                 | Сертифікація (таблиця продажів та сертифікатів) | Продажі    |
| ---------------------- | ----------------------------------------------- | ---------- |
| Австрія (IFPI Austria) | Золото                                          | +15,000    |
| Британія (BPI)         | Платина                                         | +1,000,000 |

### Історія релізів
| Регіон    | Дата              | Лейбл      | Формат                   |
| --------- | ----------------- | ---------- | ------------------------ |
| Ірландія  | 14 листопада 2008 | Syco Music | Цифрове завантаження     |
| Британія  | 30 листопада 2008 | Syco Music | Цифрове завантаження     |
| Німеччина | 12 грудня 2008    | Sony Music | Цифрове завантаження, CD |
| США       | 16 грудня 2008    | J Records  | Цифрове завантаження     |
| Канада    | 16 грудня 2008    | J Records  | Цифрове завантаження     |